# Жебриянский лиман
Жебриянский лиман (укр. Жебріянський лиман) — лиман на гирле Мурза в дельте реки Дунай, расположенный на востоке Килийского района (Одесская область). Тип общей минерализации — солоноватый. Группа гидрологического режима — сточное.

## География
Длина — 3,6 км. Ширина средняя — 1,0 км, наибольшая — 1.2 км. Высота над уровнем моря: −0.4 м. Ближайший населённый пункт — село Приморское, расположенное севернее лимана.
Жебриянский лиман расположен в дельте Дуная на территории Стенсовских (Стенсовско-Жебриянских) плавней, которыми и отделен от Чёрного моря и ныне закрепленной дамбой с автодорогой (Т-16-28). Водоём неправильной удлинённой формы, вытянутая с севера на юг. В центральной части расположен остров Чеплак. Берега пологие. Окружено заболоченной местностью с камышевой растительностью.

## Хозяйственное значения
Входит в состав Дунайского биосферного заповедника (зона регулируемого заповедного режима), созданного в 1998 году с общей площадью 50252,9 га.
Берега представлены обильной прибрежно-водной растительностью. Является местом гнездования множества водных и околоводных птиц. Из-за антропогенного влияния (строительство канала Дунай—Сасик) природный комплекс и водоёмы сильно деградированые.